# Pierre Crozat

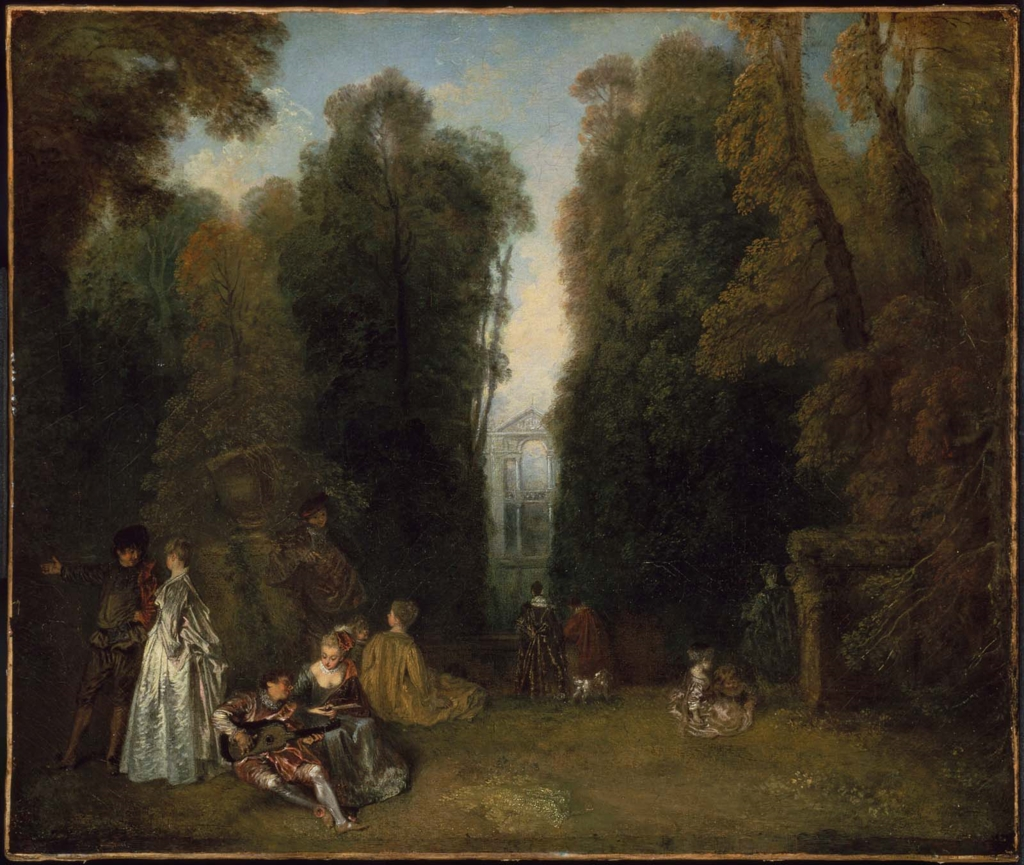
Antoine Watteau, La Perspective (View through the Trees in the Park of Pierre Crozat)

Pierre Crozat, född 1665 i Toulouse, död 1740, var en fransk konstsamlare. Han var bror till Antoine Crozat.
Crozats stora samling bestod av över 400 målningar, 19 000 teckningar samt av skulpturer och snidade stenar. 1741 såldes på auktion hans teckningar, från vilken Carl Gustaf Tessin köpte 1 600 teckningar. Dessa utgör numera stommen i Nationalmuseums handteckningssamling. Cabinet de Crozat (1729-1742) är ett planschverk med kopparstick som Crozat lät framställa efter tavlor och teckningar i olika samlingar.